# Forêt en Lettonie

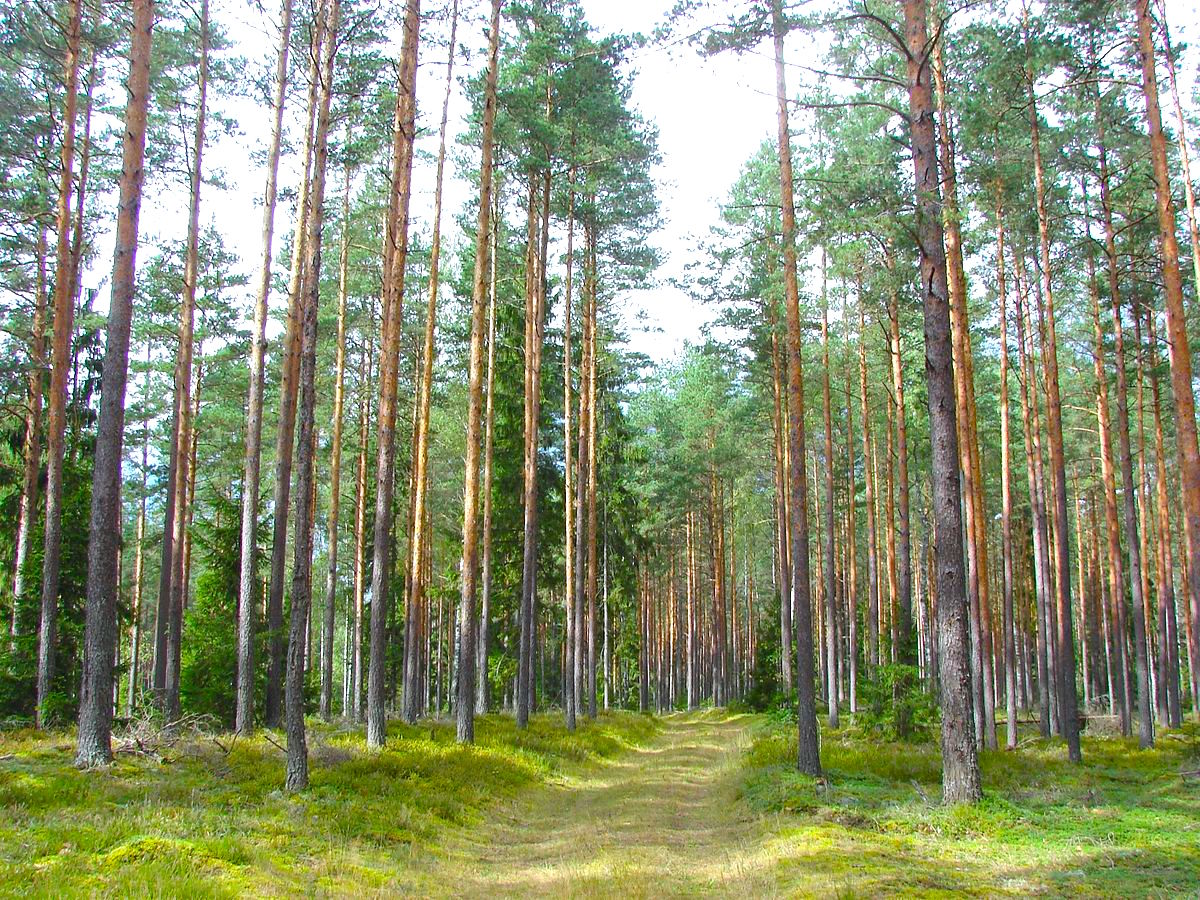
Forêt de conifères dans le novads de Ķegums.

Les forêts lettones couvraient approximativement 30 400 km² en 2018, soit un peu plus de 52 % de la surface du pays. 
Les conifères composent la majeure partie des forêts de Lettonie avec 53%. Les bouleaux sont très communs (30% des arbres rencontrés en Lettonie) tout comme l'aulne blanc et le tremble (respectivement 7%).
1,49 million d'hectares de forêts sont gérées par l'État (49%) et 1,55 million d'hectares sont privées (51%).
Les surfaces boisées ont plus que doublé depuis 1923 lorsque seuls 23% du pays étaient occupés par de la forêt.
L'ensemble des forêts de Lettonie est divisé en trois catégories selon leur fonction et leur importance écologique ou économique :
- Classe I (12,6%) : forêts protégées (réserves d'État, parc nationaux, réserves naturelles, forêts anti-érosion, parcs forestiers) ;
- Classe II (38,5%) : forêts à gestion restreinte (parc naturels, forêts avec un intérêt écologique fort) ;
- Classe III (48,9%) : forêts exploitables (toutes les autres forêts)[2].

Les animaux typiques des forêts lettones sont le chevreuil, le cerf élaphe, l'élan, le sanglier, le castor, le lièvre d'Europe, le lièvre variable et de grands carnivores tels que le lynx ou le loup (et plus rarement l'ours brun) et des prédateurs de plus petite taille comme le renard roux, la marte, le blaireau, le putois d'Europe et la belette d'Europe.
Le chien viverrin, introduit en Lettonie pour sa fourrure lors de la période soviétique, est fréquent dans les forêts tout comme le vison d'Amérique qui a supplanté le vison d'Europe après son introduction.
Des espèces plus rares peuplent également la Lettonie et font l'objet d'une protection rigoureuse : l'ours brun, l'écureuil volant, les gliridés, la siciste des bouleaux et plusieurs espèces de chauve-souris. La loutre est également une espèce protégée.